# Open podium
Een open podium of vrij podium is een culturele voorstelling voor podiumkunsten waarbij de artiesten niet geboekt worden, maar meestal amateurs zijn die het leuk vinden om eens vrijblijvend op te treden.  Deelname aan het open podium staat voor iedereen vrij. Voor het begeleiden van artiesten op de piano is het bij een open podium veelal gebruikelijk dat één pianist wordt ingehuurd door de organisatie. Deze begeleidt dan tegen betaling alle artiesten die pianobegeleiding nodig hebben. Hiervoor staat dan op het podium een piano of vleugel. Artiesten mogen deze piano of vleugel dan tevens gebruiken om een optreden te geven. Bezoek van het open podium is voor het publiek meestal gratis. 
Soms heeft een open podium een vast thema, zoals cabaret of jazzmuziek, maar vaak wordt dat vrij gelaten.